# 洗足学園第一高等学校
洗足学園第一高等学校（せんぞくがくえんだいいちこうとうがっこう）は、かつて東京都目黒区にあった私立女子高等学校。2008年に閉校。

## 沿革

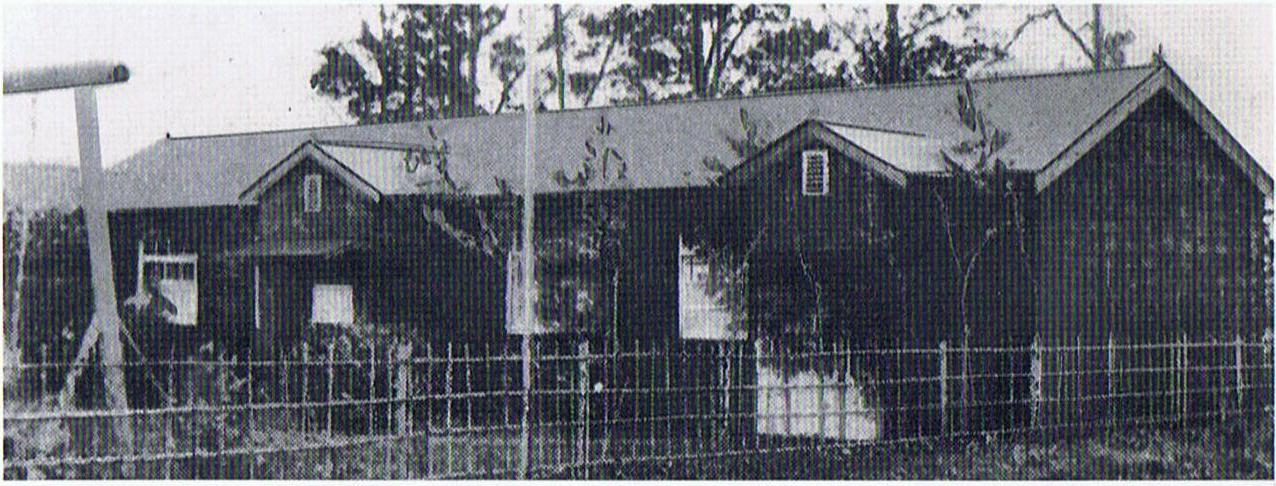
平塚裁縫女学校 1924年

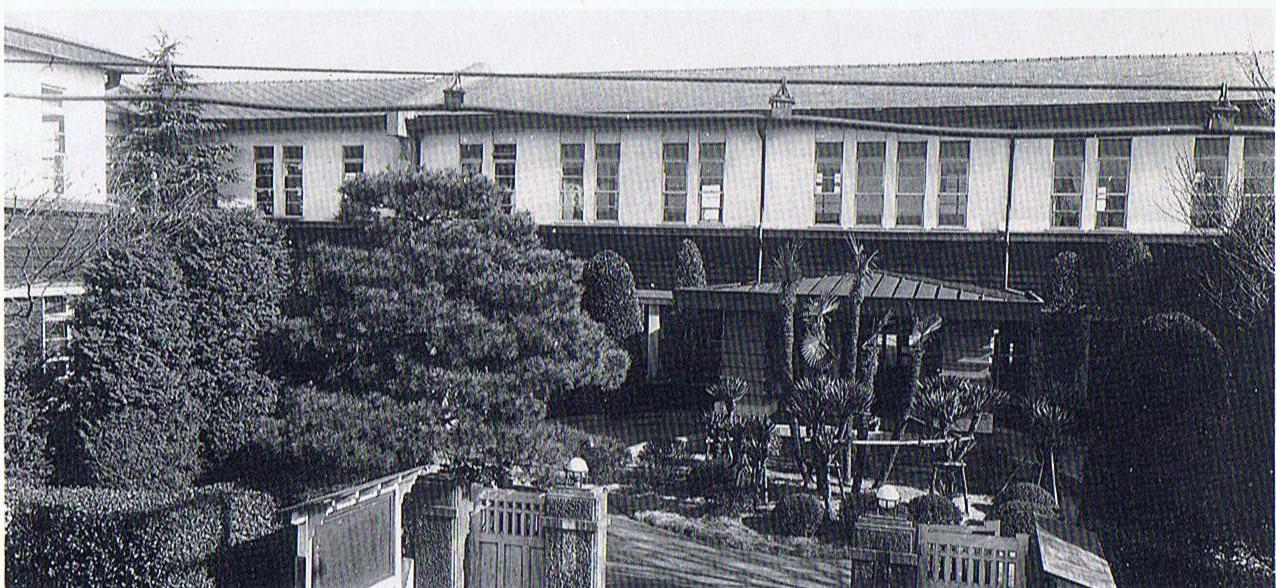
洗足高等女学校正門 1932年

- 1923年11月 前田若尾が荏原郡平塚村（現：品川区戸越）の自宅2階を私塾として開放。
- 1924年6月 平塚裁縫女学校として設立。
- 1926年5月1日 荏原郡碑衾町碑文谷（現：目黒区洗足）に洗足高等女学校として設立。
- 1946年6月3日 川崎市久本に移転開始。
- 1948年4月1日 川崎市久本に洗足学園女子高等学校開校。
- 1953年4月1日 目黒区洗足に洗足学園第一高等学校を開校
- 1976年 洗足学園大学附属第一高等学校に改称
- 2002年 洗足学園第一高等学校に改称
- 2006年 生徒募集を停止
- 2008年 閉校
  - 跡地には2011年にマンションが建設された。

## 交通
- 東急目黒線 洗足駅/西小山駅下車、徒歩8分
  - 東急バス渋71系統「洗足学園前」停留所前にあった。廃校後も停留所名は変わらず現存。

## 著名な卒業生
- 池田ひろ子（元アイドル歌手）
- 水久保澄子（女優）※中退
- 若杉嘉津子（女優）
- 由紀さおり（歌手）

## 著名な教職員
- 光瀬龍（SF作家）